# Lipoptena weidneri
Lipoptena weidneri är en tvåvingeart som beskrevs av Maa 1969. Lipoptena weidneri ingår i släktet Lipoptena och familjen lusflugor. Inga underarter finns listade i Catalogue of Life.